# Aquaduct Steenbergen aan Zee
Aquaduct Steenbergen aan Zee is een aquaduct dat onder de Steenbergse haven, een zijstroom van de Steenbergse Vliet, door gaat in de Noord-Brabantse gemeente Steenbergen. Het aquaduct is onderdeel van de A4 Dinteloord - Bergen op Zoom. Het hele tracé A4 Dinteloord - Bergen op Zoom is 2x2 rijstroken. De doorrijhoogte is 4,6 meter.

## Geschiedenis
Het tracé A4 Dinteloord - Bergen op Zoom was een ontbrekende schakel in de verbinding tussen Antwerpen, Rotterdam en Amsterdam. Met de jaren nam de hoeveelheid vrachtverkeer tussen Antwerpen en Rotterdam toe. Naast de omweg via de A16, A17 en A58 maakte het internationale vrachtverkeer ook gebruik van de rijksweg N259, een 80 km/h weg. De N259 is de verbindingsweg tussen de kernen in west Noord-Brabant. Veel ongelukken tussen vrachtverkeer en personenvervoer leidden ertoe dat de gemeente Steenbergen de doortrekking van het ontbrekende stukje A4 heeft gestimuleerd.
Het tracébesluit A4 Dinteloord - Bergen op Zoom uit 1998, waarin de weg langs het oosten van Steenbergen liep, werd in 2001 grotendeels verworpen door de Raad van State. Hierna onderzocht men een westelijke variant die over de Haven van Steenbergen zou lopen. Om de haven bereikbaar te houden voor hoge zeilschepen en scheepvaartverkeer verzocht de gemeente Steenbergen een aquaduct aan te leggen. De aanleg van een aquaduct zou 30 miljoen euro kosten. In 2007 werd een nieuw tracébesluit bekendgemaakt dat gebruikmaakt van de westelijk variant. Hierin was geen aquaduct opgenomen maar een brug. Een aquaduct was een optie, mits de gemeente de extra kosten van een aquaduct wou dragen. De gemeenteraad van Steenbergen gaf eind 2007 goedkeuring aan een financiering van 5 miljoen euro voor het aquaduct.
Hoewel er nog bezwaarprocedures liepen werd eind 2010 gestart met de bouw van de A4. Begin 2011 presenteerde de Minister van Infrastructuur en Milieu het definitieve tracébesluit. Begin 2012 veegde de Raad van State alle bezwaren van tafel waardoor het tracébesluit van 2011 definitief werd.
Met de bouw van het aquaduct werd in 2012 gestart. Het aquaduct werd op 14 september 2013 officieel geopend voor het waterverkeer. Op 24 november 2014 wordt het aquaduct als onderdeel van het nieuw aangelegde tracé A4 Dinteloord - Bergen op Zoom officieel opengesteld voor wegverkeer. Dit is vier maanden eerder dan gepland, wat komt door het bijzonder gunstige weer in 2014.